# Antoni Narkiewicz-Jodko
Antoni Narkiewicz-Jodko (ur. 1843 w Bębnówce Wielkiej, zm. 19 lipca 1892 w Wolicy) – polski krytyk i historyk sztuki.

## Życiorys
Początkowo uczył się w pensji prof. Karola Jurkiewicza, a następnie wyjechał do Brukseli, gdzie studiował na uniwersytecie. Po powrocie pomagał ojcu w prowadzeniu rodowego majątku. Następnie odbył podróż po Europie, przebywał w Niemczech, Belgii, Holandii, Francji, Hiszpanii i Włoszech, gdzie studiował sztukę oraz kupował obrazy i ryciny tworząc bogatą kolekcję sztuki europejskiej, którą sprowadził na ziemie polskie. Od 1882 pracował nad wielotomową pracą "Zarys dziejów malarstwa od najdawniejszych czasów do końca XVIII stulecia poprzedzony pobieżnym rzutem oka na historyą i cywilizacyą narodów starożytnych i mniej znanych ludów współczesnych z uwzględnieniem przeważnie ich rozwoju, w rozmaitych gałęziach sztuki". Pierwsze trzy tomy wydał na własny koszt, pracy tej nigdy nie ukończył. W 1890 odbył podróż do Szwajcarii, w drodze powrotnej zatrzymał się w Krakowie, gdzie został członkiem Towarzystwa Numizmatyczno-Archeologicznego. Zmarł w swoim majątku w Wolicy, w guberni wołyńskiej.